# 凱勒維爾 (紐約州)
凱勒維爾（英語：Cuylerville）是位於美國紐約州利文斯頓縣的普查規定居民點。

## 人口
根據2020年美國人口普查的數據，凱勒維爾的面積為1.09平方千米，皆為陸地。當地共有人口268人，而人口密度為每平方千米245.87人。